# Actacarus mollis
Actacarus mollis är en kvalsterart. Actacarus mollis ingår i släktet Actacarus och familjen Halacaridae. Inga underarter finns listade i Catalogue of Life.